# Rubus obtusangulus
Rubus obtusangulus är en rosväxtart som beskrevs av August Gremli. Rubus obtusangulus ingår i släktet rubusar, och familjen rosväxter. Inga underarter finns listade i Catalogue of Life.